# Achabou
Achabou è un villaggio dell'Algeria, situato nel comune di Tafreg.